# Josef Kvída
Josef Kvída (16 gennaio 1997) è un calciatore ceco, difensore dell'Apollōn Limassol.

## Carriera

### Club
Ha legato gran parte della sua carriera al Pafos, mentre la prima parte della sua carriera l'ha trascorsa nel campionato olandese.

### Nazionale
Vanta 27 presenze e una rete con le rappresentative giovanili ceche.

## Palmarès

### Club

#### Competizioni nazionali
- Coppa di Cipro: 1

Pafos FC: 2023-2024